# Hermann Leeb
Hermann Leeb (* 15. Oktober 1938 in Aschaffenburg) ist ein deutscher Rechtsanwalt und ehemaliger Politiker (Christlich-Soziale Union (CSU)).

## Familie
Hermann Leebs Eltern waren Hermann Leeb und Fränze Leeb geb. Brüggemann. Sein Vater war Rechtsanwalt und von 1948 bis April 1952 zweiter Bürgermeister der Stadt Aschaffenburg.
Hermann Leeb ist verheiratet und hat zwei Kinder.

## Lebensweg
Hermann Leeb besuchte das Humanistische Gymnasium in Aschaffenburg, wo er 1958 sein Abitur ablegte. Danach folgte ein sieben Semester andauerndes Studium der Rechtswissenschaft an den Universitäten in Frankfurt am Main, in Freiburg im Breisgau und in Würzburg. 1962 legte er sein Referendarexamen ab. Von 1962 bis 1967 folgte die Referendarzeit bei unterfränkischen Gerichten und Verwaltungsbehörden. Seit 1967 hat Hermann Leeb eine Zulassung als Rechtsanwalt beim Amts- und Landgericht Aschaffenburg und am Oberlandesgericht Bamberg. Bis zum Eintritt in das Bayerische Kabinett war er in der familieneigenen Anwaltskanzlei in Aschaffenburg tätig.
Seit 1958 ist er Mitglied in der CSU. Er war in der Zeit auch Kreisvorsitzender des Kreisverbands Aschaffenburg-Stadt und stellvertretender Bezirksvorsitzender der CSU Unterfranken. Von 1987 bis 1990 war Leeb stellvertretender Vorsitzender der CSU-Landtagsfraktion.
Leeb gehörte von 1970 bis 2003 dem Bayerischen Landtag an. Er war von 1990 bis 1993 Staatssekretär für Unterricht und Kultus. 
Von Juni 1993 bis Oktober 1998 übte Hermann Leeb das Amt Staatsminister der Justiz in Bayern aus.
Seit dem Jahr 1999 übt Hermann Leeb wieder seine Tätigkeit als Rechtsanwalt in der Kanzlei Leeb & Leeb aus.
Er ist nichtberufsrichterliches Mitglied des Bayerischen Verfassungsgerichtshofes, Mitglied der katholischen Studentenverbindungen K.St.V. Julius Echter Würzburg, K.St.V. Brisgovia Freiburg und Staufia-Frankfurt im KV.

## Auszeichnungen
- Bayerischer Verdienstorden (1981)
- Bayerische Verfassungsmedaille in Silber
- Bayerische Verfassungsmedaille in Gold
- Bundesverdienstkreuz am Bande (1984)
- Bundesverdienstkreuz 1. Klasse (1989)
- Bayerische Justizmedaille für seine Verdienste um die bayerische Justiz (15. November 2015)